# STOP〜泣かないで
「STOP〜泣かないで」（ストップ なかないで）は、7HOUSEの1枚目のシングル。

## 解説
シャ乱Qのつんく♂がプロデュースした4人編成バンドのデビュー・シングル。
読売テレビ制作・日本テレビ系『キスだけじゃイヤッ!』のエンディング・テーマとなった。
つんく♂も自身のライブで本楽曲を幾度かセルフカバーしている。

## 収録曲
全作詞・作曲：つんく
1. STOP〜泣かないで
  - 編曲：河野伸
2. 君がいない
  - 編曲：是永巧一
3. STOP〜泣かないで（Instrumental）